# ISO 3166
ISO 3166 е стандарт на ISO, чрез който се дефинират кодове на държави.
Целта на този стандарт е да предостави за общо ползване набор от кратки абревиатури за географско място, използвани за нанасяне върху етикети, контейнери и т.н. В някои случаи кодът може да се използва и за по-точно определяне на местоположение, особено когато пълното име на географското място е трудно за произнасяне.
- Стандартът ISO 3166-1 дефинира кодове за държави и подвластни територии.
- Стандартът ISO 3166-2 дефинира кодове за административно-териториални единици на държави и подвластни територии.
- Стандартът ISO 3166-3 дефинира кодове за използвани в миналото наименования на страните.